# 鉄の肺

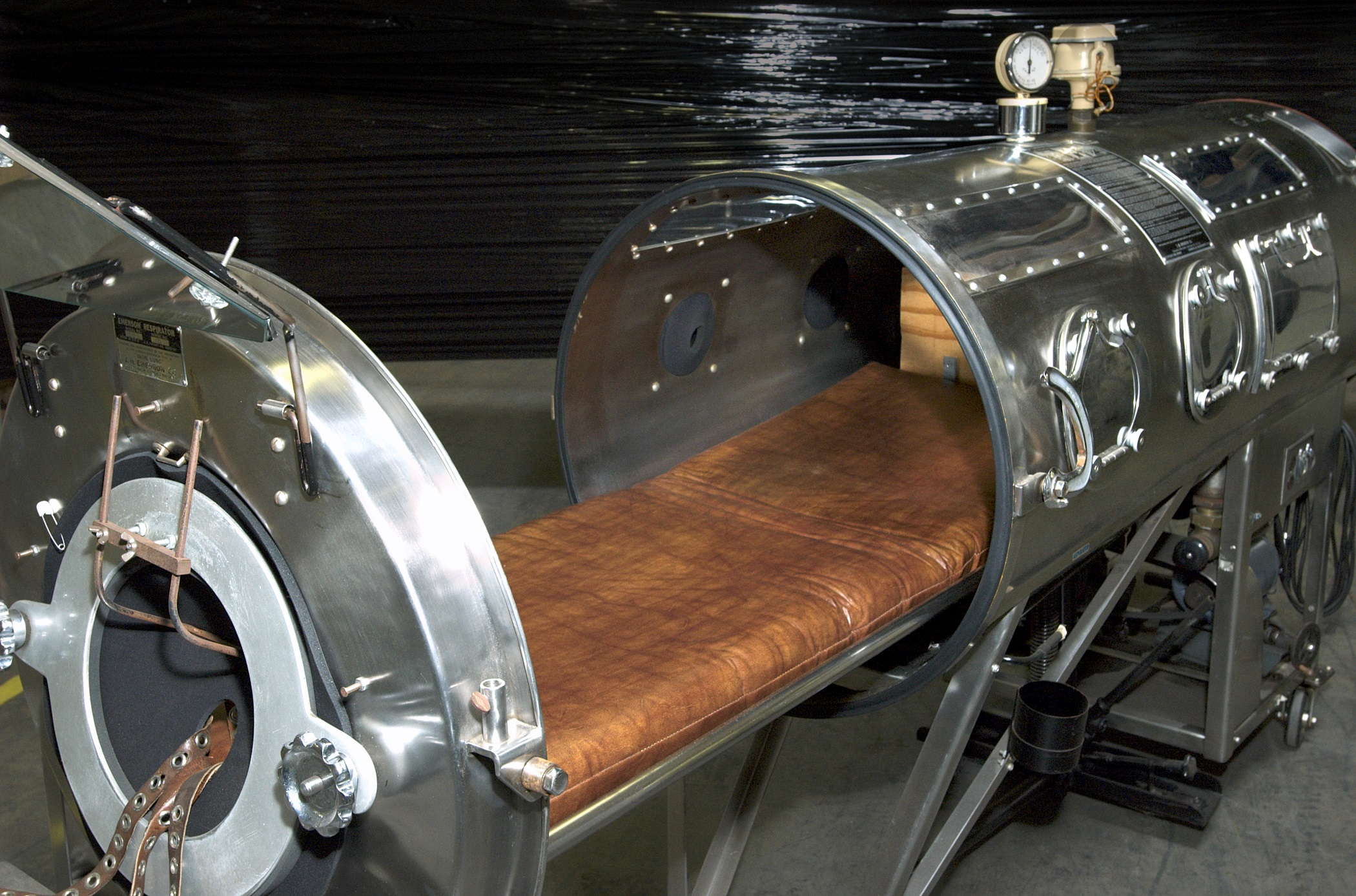
An Emerson iron lung. 患者は、気密式で間歇的に減圧されるタンク中に横たわる。写真の機械は、Centers for Disease Control and Prevention Museum所蔵のもので、ポリオの患者であったルイジアナ州コヴィントン(Covington)のバートン・ハーバート(Barton Hebert)の遺族より寄贈されたもの。1950年代後期から2003年に彼が死去するまで実際に使用されていた。

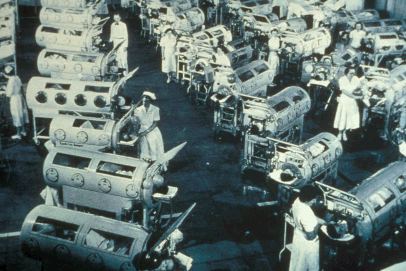
ポリオ患者が使う鉄の肺で病棟は埋まった。 カリフォルニア州・ ランチョ・ロス・アミーゴス国立リハビリテーションセンター(旧ランチョ・ロス・アミーゴス病院)(1953年)

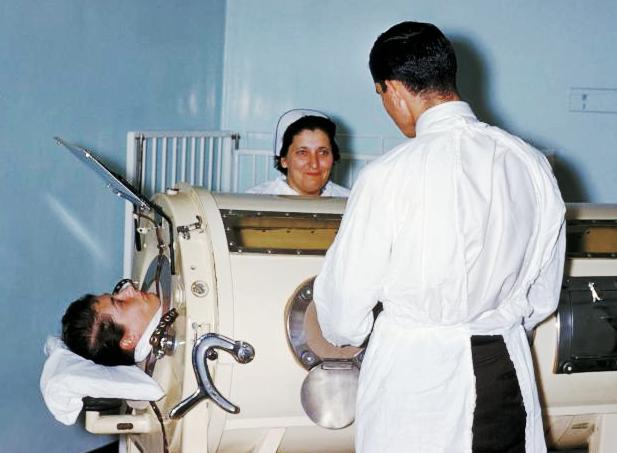
使用中の「鉄の肺」 (1960年)

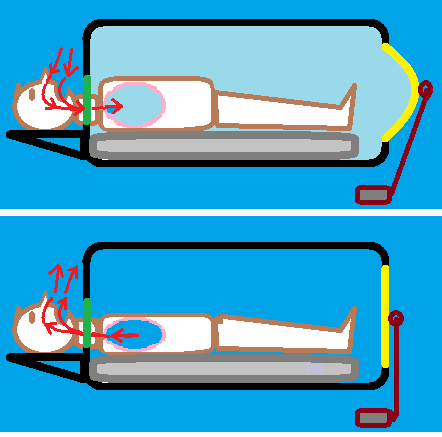
動作概略図

鉄の肺（てつのはい、英: Iron Lung）は、人工呼吸器の一種である。

## 概要
患者の首から下を気密タンクに入れ、タンク内を間歇的に陰圧にする。タンク内を陰圧（-7 〜 -15 水柱センチメートル）にすると、患者の胸郭が広げられて吸気がおこる。平圧に戻すと胸郭の弾性によって肺がしぼんで呼気がおこる。これを繰り返す。
1928年、アメリカ合衆国のハーバード公衆衛生大学院のフィリップ・ドリンカーが鉱山でのガス中毒治療のために開発した「ドリンカー人工呼吸器」を、1931年にジョン・ヘイブン・エマーソン、ルイス・A・ショーらが改良を加えポリオによる呼吸不全を治療するために実用化した。
1950年代までは広範に用いられていたが、装置が大がかりで高価なこと、頭部以外の全身をタンクが覆うために患者のケアが難しいこと、陽圧換気による人工呼吸器が普及したことなどもあり、現在ではあまり使われていないが、診療報酬点数表には「J029 鉄の肺」として掲載されており、令和元年は1日につき260点算定できる。鉄の肺をヒントに胸の部分だけを押す陰圧式の人工呼吸器も開発された。
静岡市立静岡病院には1980年代まで使われていた鉄の肺が所蔵されている。

## 木の肺
アメリカで1930年から50年代にかけてポリオが流行した際、鉄の肺は非常に高価で、当時の金額で2千ドル以上もした。高価で要数が揃わなかったことから、各地のエンジニアや木工職人がボランティアで鉄の肺と同等の装置を製作した。これらはベニヤ板などの木材が多用されていたことから「木の肺（wooden lung）」と呼ばれた。
最初の一号機は1937年8月26日にカナダのトロント小児病院にポリオに感染して入院していた4歳の子供の為にJoseph.H.W.Bower医師が自作した物だと言われている。その後、セイント・ルカ病院の理事だったマックスウエル・ケネディ・レイノルズが主導して五大湖周辺の病院に配られた。

## 普及
オーストラリアのエドワード・トーマス・ボスが1937年に開発したボス・レスピレーターは合板製の「木の肺」で安価であったため広く使用された。ボスによってオーストラリアで量産が行われ、イギリスではナフィールド卿の援助を受けて彼の会社であるモーリス自動車の工場で量産、各地の病院に提供された。1950年初頭、イギリスではドリンカーのモデルはわずか50台しか存在しなかったのに対し、ボスのモデルは700台以上存在していた 。

## 代表的使用者
- ポール・アレクサンダー（英語版） - 6歳の時にポリオに感染し、70年以上（1952‐2024）を鉄の肺につながれたまま生存した。2023年、ギネス世界記録に「鉄の肺を使った最長の生存患者」として認定された[6][7]。